# Culloden (Géorgie)
Pour les articles homonymes, voir Culloden.
Culloden est une ville américaine située dans le comté de Monroe, en Géorgie. Selon le recensement de 2020, sa population est de 200 habitants.